# Leucospis niticoxa
Leucospis niticoxa  (лат.) — вид паразитических наездников рода Leucospis из семейства Leucospidae (Chalcidoidea, отряд Перепончатокрылые насекомые).

## Распространение
Океания: Соломоновы Острова (остров Санта-Исабель).

## Описание
Относительно крупные хальцидоидные наездники, длина самок до 11,5 мм. Основная окраска чёрная, с металлическим блеском и несколькими жёлтыми отметинами на груди, брюшке и ногах.  Крылья затемнённые.
Задние ноги с утолщенными и сильно изогнутыми бедрами и голенями. Усики 13-члениковые. Нижнечелюстные щупики 4-члениковые, нижнегубные щупики состоят из 3 сегментов.

## Биология
Отмечены в июне. Предположительно, как и другие виды своего рода, эктопаразитоиды пчёл или ос Vespidae.

## Систематика
Включён в состав видовой группы Leucospis pediculata, у которых щёки короткие и сходящиеся, пронотум выпуклый. Впервые описан в 1974 году британским гименоптерологом чешского происхождения Зденеком Боучеком (Zdenĕk Bouček, 1924-2011).